# Hermandad del Santísimo de la Santa Iglesia Catedral de La Laguna y su Sección Penitencial
La Hermandad del Santísimo de la Santa Iglesia Catedral de La Laguna y su Sección Penitencial es una hermandad de culto católico que tiene su sede canónica en la Catedral de San Cristóbal de La Laguna de la ciudad homónima, en la isla de Tenerife, en la comunidad autónoma de Canarias (España).

## Historia
Fue fundada el 7 de septiembre de 1659, aunque la sección penitencial se fundó en 1983. Los orígenes de esta hermandad se remontan a una cofradía dedicada al culto sacramental, la cual, existía ya en la primera mitad del siglo XVI. Se estableció como titular la Santa Cena de Jesús con sus apóstoles.

## Titulares
- Santa Cena: Escena que representa la Última Cena de Jesucristo con los doce apóstoles. El paso de misterio fue encargado en 1664 por la hermandad al escultor Antonio de Orbarán, natural de Puebla de los Ángeles (México). Posteriormente, varias imágenes fueron sustituidas o reformadas.

## Salidas Procesionales
- Jueves Santo: A las 20:30 horas, procesión de la Santa Cena.[2]

- Viernes Santo: A las 17:00 horas, Procesión Magna.[2]